# The Fantastic Four (film)
The Fantastic Four je americký akční sci-fi film z roku 1994, který natočil Oley Sassone. Snímek vychází z komiksů o týmu superhrdinů Fantastic Four, vydávaných vydavatelstvím Marvel Comics. Rozpočet filmu činil 1 milion dolarů. Ačkoliv byla v roce 1993 ohlášena jeho premiéra na leden 1994, snímek nebyl ve skutečnosti nikdy oficiálně vydán. Film natočila na přelomu let 1992 a 1993 německá produkční společnost Constantin Film, která byla ohrožena koncem roku 1992, kdy by propadla její zakoupená filmová licenční práva na tým Fantastic Four. Po dalším desetiletí nakonec vznikl velkorozpočtový snímek Fantastická čtyřka.

## Příběh
Vědec Reed Richards se se svými přáteli Benem Grimmem a sourozenci Stormovými – Sue a Johnnym – vydá experimentálním raketoplánem ke kometě, která právě míjí Zemi. Mise je věnována Victorovi, Reedovu kamarádovi, který zemřel před 10 lety při vědeckém experimentu s touto kometou. Čtveřice je však ozářena zvláštním kosmickým zářením a ztroskotá na Zemi, kde zjistí, že každý z nich získal nějakou speciální schopnost: Reed je doslova gumový, Johnny má pyrokinetické schopnosti, Sue se umí stát neviditelnou a z Bena se stalo silné a těžko zranitelné monstrum. Začne se o ně zajímat záhadný Dr. Doom, se kterým se čtveřice, která si začne říkat The Fantastic Four, musí vypořádat.

## Obsazení
- Alex Hyde-White jako doktor Reed Richards
- Jay Underwood jako Johnny Storm
- Rebecca Staab jako Sue Storm
- Michael Bailey Smith jako Ben Grimm
- Ian Trigger jako Jeweler
- Joseph Culp jako Victor Von Doom / Dr. Doom
- George Gaynes jako profesor